# دورة (المغرب)
دورة هي قرية وجماعة قروية تقع في إقليم طرفاية بجهة العيون الساقية الحمراء، المغرب، وبلغ عدد سكانها 1.108 نسمة حسب الإحصاء العام للسكان والسكنى لسنة 2014.